# Otto Schilling
Pour les articles homonymes, voir Schilling.
Ne doit pas être confondu avec le mathématicien Otto Bernhard Schilling (1890-1945), géomètre, professeur à Dresde.
Otto Franz Georg Schilling, né le 3 novembre 1911 à Apolda (Thuringe) et mort le 20 juin 1973 à Highland Park (Illinois), est un mathématicien germano-américain spécialiste d'algèbre.

## Biographie
Schilling était fils d'un maître fondeur de cloches à Apolda, où il fut collégien. À partir de 1930, il fut étudiant en mathématiques à Iéna, à Göttingen et à Marbourg. En 1934, il soutint un doctorat dirigé par Helmut Hasse et conseillé par Emmy Noether. Il fut ensuite post-doctorant au Trinity College de Cambridge et de 1935 à 1937 à l'Institute for Advanced Study puis, grâce à une bourse, à l'université Johns-Hopkins. À partir de 1939, il fut assistant à l'université de Chicago, où il devint professeur assistant en 1943, professeur associé en 1945 et professeur titulaire en 1958. En 1961, il passa à l'université Purdue, où il resta jusqu'à sa mort.
Schilling travailla par exemple (en partie avec Hasse) sur les algèbres à division, sur l'arithmétique des corps de fonctions et sur la théorie des valuations.
Harley Flanders (en) et Anatol Rapoport ont fait partie de ses étudiants de thèse.

## Sélection de publications
- The Theory of Valuations, AMS, 1950 (lire en ligne)
- (avec W. Stephen Piper) Basic Abstract Algebra, Allyn & Bacon, 1975
- (éditeur) Arithmetical Algebraic Geometry : Proc. Conf. Purdue University (dec. 1963), Harper & Row, 1965